# مطار داليان تشوشويزي الدولي
مطار داليان الدولي (بالإنجليزية: Dalian Zhoushuizi International Airport) (إياتا: DLC، إيكاو: ZYTL) يقع في مدينة داليان في جمهورية الصين الشعبية. صنف مطار داليان الدولي في المرتبة الخامسة عشر في الصين من حيث عدد الركاب عام 2011 وفقًا لإدارة الطيران المدني في الصين، حيث تعامل مع 12,012,094 راكب، وبلغ إجمالي حركة الطائرات (القادمة والمغادرة) 94,344 طائرة وقد بلغت كمية البضائع المنقولة عبر المطار 137,859 طن.

## شركات الطيران والوجهات

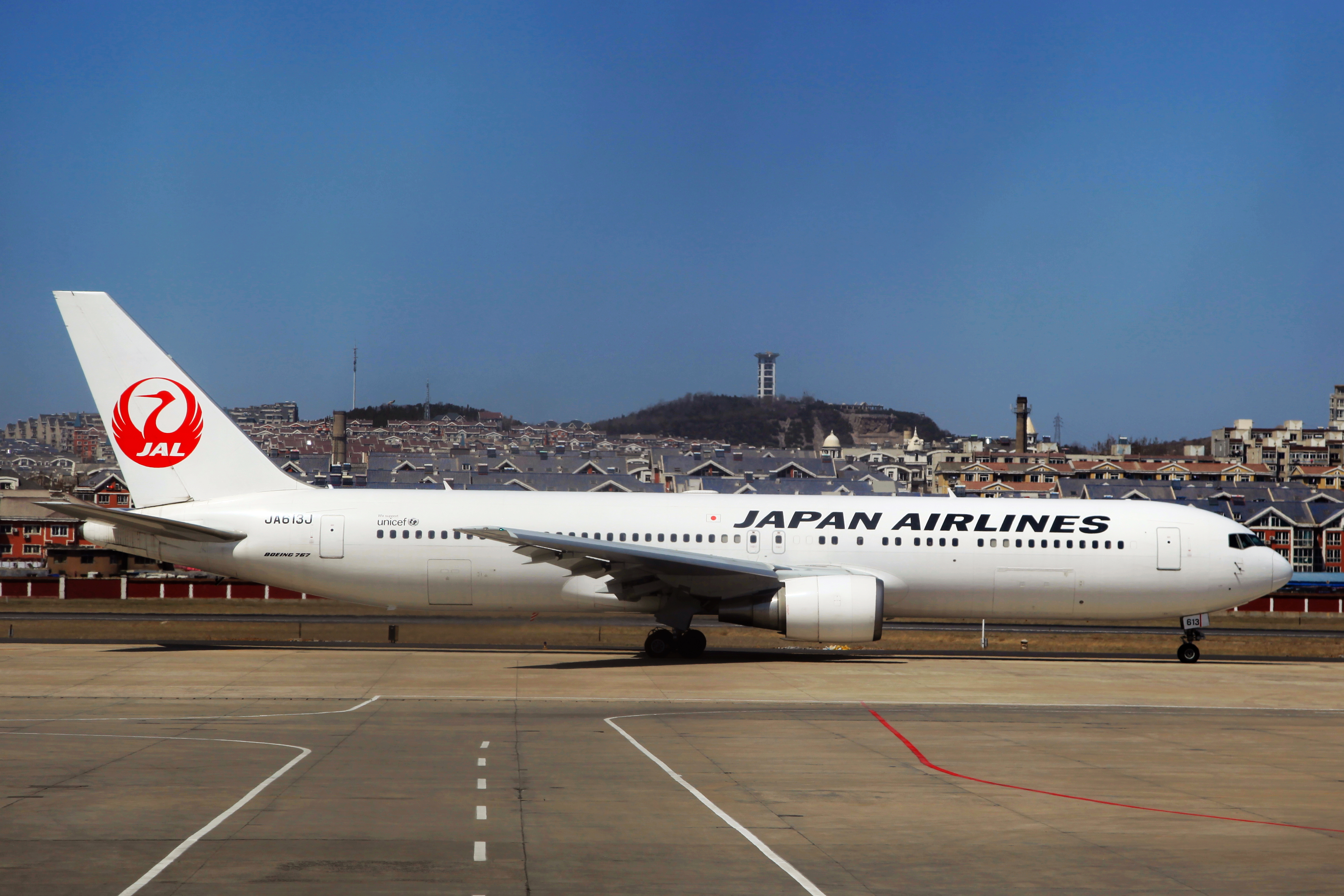

### الركاب
| شركـات طيـران                | الوجهات |
| ---------------------------- | --- |
| 9 Air                        | مطار تشانغبايشان، Ezhou، مطار قوانغتشو باييون الدولي، مطار يهاي داسهويبو، مطار سنن شوفانغ الدولي |
| Air Chang'an                 | Lianyungang، مطار شيان شيانيانغ الدولي، مطار ينتشوان هيدونج الدولي |
| طيران الصين                  | مطار بكين العاصمة الدولي، مطار بكين داشينغ الدولي، مطار تشنغدو تيانفو الدولي، Fukuoka، مطار قوييانغ لونغدونغابو الدولي، مطار هونغ كونغ الدولي، مطار سنداي (تستأنف 25 يوليو 2023)، مطار شانغهاي بودنغ الدولي، مطار تيانجين الدولي |
| Air Guilin                   | مطار داتونغ يونغانغ، مطار قويلين يانغ جيانغ الدولي، مطار تانغشان سانوهي |
| خطوط كل اليابان الجوية       | مطار كانساي الدولي، مطار ناريتا الدولي |
| خطوط آسيانا الجوية           | مطار إنتشون الدولي |
| خطوط العاصمة بكين الجوية     | مطار نينغبو ليش الدولي، مطار شيان شيانيانغ الدولي |
| Chengdu Airlines             | مطار تشنغدو شوانغليو الدولي، مطار قوييانغ لونغدونغابو الدولي، مطار هانغتشو شياوشان الدولي، مطار جينينغ كوفو، مطار لوليانغ داو |
| خطوط شرق الصين الجوية        | مطار بكين داشينغ الدولي، مطار تشانغبايشان، مطار تشانغتشو بيننو، مطار تشاويانغ، مطار تشونغتشينغ جيانغبى الدولي، مطار فوتشو تشانغله الدولي، مطار قوييانغ لونغدونغابو الدولي، مطار هاربين الدولي، مطار حيفي شينكياو الدولي، مطار هوايان ليانشوي، مطار هوانغشان تونشي الدولي، مطار جياجيداكي، Kitakyushu، مطار كونمينغ جانغشوي الدولي، مطار لويانغ الدولي، مطار نانتشانغ تشانغبى الدولي، مطار نانجينغ الدولي، مطار كانساي الدولي، مطار غينغادو جياودونغ الدولي، مطار تشيتشيهار سانجيازي، مطار شانغهاي بودنغ الدولي، مطار شيجياتشوانغ تشنغدينغ الدولي، مطار تاييوان وسو الدولي، مطار تونغهوا، مطار ووهان تيانهي الدولي، مطار سنن شوفانغ الدولي، مطار شيان شيانيانغ الدولي، مطار سوزهو جوانين، مطار يانجي تشاويانغتشوان، مطار يانتاي بينجلاي الدولي، مطار ينتشوان هيدونج الدولي، مطار يولين يو يانغ، مطار يونتشنغ قوانقونغ، Zhanjiang |
| طيران الصين اكسبرس           | مطار باوتو يرليبان، مطار تشانغتشي وانغشون، مطار تشنغدو تيانفو الدولي، مطار تشيفنغ يولونغ، مطار تشونغتشينغ جيانغبى الدولي، مطار داتونغ يونغانغ، مطار هاندان، مطار جيشي شينغايهو، مطار كورلا، مطار لانتشو تشونغ تشوان، مطار تانغشان سانوهي، مطار تيانجين الدولي، مطار توربان جياهوي، مطار أولانهوت، مطار ووهان تيانهي الدولي، مطار تشانغجياكو نينغيوان |
| China Flying Dragon Aviation | مطار تتشانغهاي |
| خطوط جنوب الصين الجوية       | مطار بكين داشينغ الدولي، مطار تشانغشا هوانغوا الدولي، مطار تشنغدو شوانغليو الدولي، Cheongju، مطار تشونغتشينغ جيانغبى الدولي، مطار داتشينغ سارتو، مطار قوانغتشو باييون الدولي، مطار قوييانغ لونغدونغابو الدولي، مطار هايكو ميلان الدولي، مطار هانغتشو شياوشان الدولي، مطار هينغيانغ نانيوي، مطار هوهوت بايتا الدولي، مطار هونغ كونغ الدولي، مطار جيجو الدولي، مطار جياموسي دونغاجياو، مطار جييانغ شاوشان، مطار كونمينغ جانغشوي الدولي، مطار ليني شوبولينغ، مطار ميشيان، مطار ميانيانغ نانيجو، مطار مودانجيانغ هايلانغ، مطار تشوبو سنتراير الدولي، مطار نانتشانغ تشانغبى الدولي، مطار نانجينغ الدولي، مطار نانينغ وشو الدولي، مطار نانيانغ جيانغ يينغ، مطار نينغبو ليش الدولي، مطار كانساي الدولي، مطار غينغادو جياودونغ الدولي، مطار تشيتشيهار سانجيازي، مطار سانيا فينيكس الدولي، Sapporo–Chitose، مطار إنتشون الدولي، مطار شانغهاي بودنغ الدولي، مطار شينزين باوان الدولي، مطار شيجياتشوانغ تشنغدينغ الدولي، مطار تايوان تاويوان الدولي، مطار تاييوان وسو الدولي، مطار تيانجين الدولي، مطار ناريتا الدولي، Toyama، مطار أورومتشي الدولي، مطار ونزهو يونجقيانج الدولي، مطار ووهان تيانهي الدولي، Wuhu، مطار شيامن قاوتشي الدولي، مطار شيان شيانيانغ الدولي، مطار شينينغ الدولي، مطار شينتشو وتايشهان، مطار سوزهو جوانين، مطار نانيانغ يانتشنغ، مطار يانجي تشاويانغتشوان، مطار ينتشوان هيدونج الدولي، مطار تشنغتشو الدولي، مطار تشوهاى جينوان |
| China United Airlines        | مطار بكين داشينغ الدولي، مطار هايلار دونغشان، مطار اوردوس إيجين هورو |
| Chongqing Airlines           | مطار تشونغتشينغ جيانغبى الدولي، مطار داتونغ يونغانغ، مطار ليني شوبولينغ، مطار تايتشو وقياو |
| Dalian Airlines              | مطار بكين العاصمة الدولي، مطار تشانغشا هوانغوا الدولي، مطار تشنغدو شوانغليو الدولي، مطار فوتشو تشانغله الدولي، مطار قويلين يانغ جيانغ الدولي، مطار قوييانغ لونغدونغابو الدولي، مطار هانغتشو شياوشان الدولي، مطار حيفي شينكياو الدولي، مطار جياموسي دونغاجياو، مطار جينان الدولي، مطار كونمينغ جانغشوي الدولي، Lianyungang، مطار نانجينغ الدولي، مطار نانينغ وشو الدولي، مطار غينغادو جياودونغ الدولي، مطار شانغهاي بودنغ الدولي، مطار شيهيان ودانغشان، مطار شيان شيانيانغ الدولي، مطار ينتشوان هيدونج الدولي، مطار تشنغتشو الدولي |
| Donghai Airlines             | Lianyungang، مطار شينزين باوان الدولي |
| Fuzhou Airlines              | مطار فوتشو تشانغله الدولي، مطار تشوشان بوتوشان |
| طيران جي إكس                 | مطار تشانغشا هوانغوا الدولي، مطار فويانغ شيغوان، مطار قانتشو هوانتشين، مطار جينينغ كوفو، مطار نانينغ وشو الدولي |
| خطوط هاينان الجوية           | مطار باوتو يرليبان، مطار بكين العاصمة الدولي، مطار تشانغشا هوانغوا الدولي، مطار دونغينغ شنغلي، مطار فوتشو تشانغله الدولي، مطار قوانغتشو باييون الدولي، مطار قويلين يانغ جيانغ الدولي، مطار قوييانغ لونغدونغابو الدولي، مطار هايكو ميلان الدولي، مطار هانغتشو شياوشان الدولي، مطار حيفي شينكياو الدولي، مطار جياموسي دونغاجياو، مطار جينان الدولي، مطار كونمينغ جانغشوي الدولي، مطار لانتشو تشونغ تشوان، مطار نانتشانغ تشانغبى الدولي، مطار نانجينغ الدولي، مطار نانينغ وشو الدولي، مطار نينغبو ليش الدولي، مطار سانيا فينيكس الدولي، مطار إنتشون الدولي، مطار شانغهاي بودنغ الدولي، مطار شينزين باوان الدولي، مطار شيجياتشوانغ تشنغدينغ الدولي، مطار تايوان تاويوان الدولي، مطار تاييوان وسو الدولي، مطار تيانجين الدولي، مطار ناريتا الدولي، مطار يفانغ نانيوان، مطار شيان شيانيانغ الدولي، مطار شينينغ الدولي، مطار سوزهو جوانين، مطار ينتشوان هيدونج الدولي، مطار تشنغتشو الدولي، مطار تشوهاى جينوان موسمي: مطار مانزهولوي شيجياو، Songyuan |
| Hebei Airlines               | مطار شيجياتشوانغ تشنغدينغ الدولي |
| الخطوط الجوية اليابانية      | مطار طوكيو هانيدا الدولي |
| Jiangxi Air                  | مطار تشنغتشو الدولي |
| Joy Air                      | مطار يهاي داسهويبو، مطار يانتاي بينجلاي الدولي |
| خطوط جونياو الجوية           | مطار هويزهو بينجتان، مطار نانجينغ الدولي، مطار شانغهاي بودنغ الدولي، مطار ووهان تيانهي الدولي، مطار تشانغجياجيه هيهوا موسمي: مطار هايلار دونغشان |
| كوريا للطيران                | مطار إنتشون الدولي |
| Lanmei Airlines              | Siem Reap ‏ |
| طيران لونج                   | مطار تيانجين الدولي، مطار ونزهو يونجقيانج الدولي |
| خطوط لاكي الجوية             | مطار كونمينغ جانغشوي الدولي، مطار ووهان تيانهي الدولي، مطار تشنغتشو الدولي |
| خطوط طيران أوكاي             | مطار تشانغشا هوانغوا الدولي |
| Qingdao Airlines             | مطار غينغادو جياودونغ الدولي |
| Ruili Airlines               | مطار جينان الدولي، مطار كونمينغ جانغشوي الدولي، مطار نانتونغ شينغ دونغ، مطار ونزهو يونجقيانج الدولي، مطار شيان شيانيانغ الدولي |
| خطوط شاندونغ الجوية          | مطار تشونغتشينغ جيانغبى الدولي، مطار قوييانغ لونغدونغابو الدولي، مطار جيانسانينغ، مطار جينان الدولي، مطار مودانجيانغ هايلانغ، مطار غينغادو جياودونغ الدولي، مطار شيامن قاوتشي الدولي، مطار تشوهاى جينوان |
| خطوط شانغهاي الجوية          | مطار ريتشاو، مطار شانغهاي بودنغ الدولي |
| خطوط شينزين الجوية           | مطار تشانغتشو بيننو، مطار قوانغتشو باييون الدولي، مطار قويلين يانغ جيانغ الدولي، مطار حيفي شينكياو الدولي، مطار نانتشانغ تشانغبى الدولي، مطار نانينغ وشو الدولي، مطار نانتونغ شينغ دونغ، مطار شينزين باوان الدولي، مطار يانغزهو تايزهو، مطار ييتشانغ سانشيا، مطار تشنغتشو الدولي |
| خطوط سيتشوان الجوية          | مطار تشنغدو تيانفو الدولي، مطار تشونغتشينغ جيانغبى الدولي، مطار جينان الدولي، مطار كونمينغ جانغشوي الدولي، مطار لينفين ياودو، مطار لوليانغ داو، مطار تشينغيانغ، مطار ريتشاو، مطار سوزهو جوانين |
| سبرينغ (شركة طيران)          | مطار فوتشنغ بيهاي، مطار تشانغبايشان، مطار تشانغتشو بيننو، مطار فوتشو تشانغله الدولي، مطار حيفي شينكياو الدولي، مطار هوهوت بايتا الدولي، مطار جييانغ شاوشان، مطار جينان الدولي، مطار لوئهو يونلونغ، مطار نانجينغ الدولي، مطار نانينغ وشو الدولي، مطار كانساي الدولي، مطار غيونغهاي بواو، مطار شانغهاي بودنغ الدولي، مطار شينزين باوان الدولي، مطار شيجياتشوانغ تشنغدينغ الدولي، مطار شيان شيانيانغ الدولي، مطار يانغزهو تايزهو، Zhanjiang، مطار تشنغتشو الدولي |
| خطوط تيانجين الجوية          | مطار تشانغشا هوانغوا الدولي، مطار تشيفنغ يولونغ، مطار تشونغتشينغ جيانغبى الدولي، مطار هايكو ميلان الدولي، مطار هانغتشو شياوشان الدولي، مطار هوهوت بايتا الدولي، مطار لينفين ياودو، مطار شانغهاي بودنغ الدولي، مطار شيجياتشوانغ تشنغدينغ الدولي، مطار تيانجين الدولي، مطار يهاي داسهويبو، مطار ونزهو يونجقيانج الدولي، مطار شيان شيانيانغ الدولي، مطار يانتاي بينجلاي الدولي، مطار ينتشوان هيدونج الدولي، مطار تشنغتشو الدولي، مطار زوني شينزهو |
| Uni Air                      | مطار تايوان تاويوان الدولي |
| خطوط فيت جيت                 | عارض: مطار كام رانه الدولي |
| West Air ‏                    | مطار تشونغتشينغ جيانغبى الدولي، مطار تشنغتشو الدولي |
| خطوط زيامن الجوية            | مطار سوفارنابومي الدولي، مطار تشانغشا هوانغوا الدولي، مطار فوتشو تشانغله الدولي، مطار هانغتشو شياوشان الدولي، مطار جينان الدولي، مطار كوالالمبور الدولي، مطار لانتشو تشونغ تشوان، مطار نانجينغ الدولي، مطار جينجيانغ تشيوانتشو، مطار تيانجين الدولي، مطار ووهان تيانهي الدولي، مطار شيامن قاوتشي الدولي، مطار شينينغ الدولي، مطار يانغزهو تايزهو، مطار تشنغتشو الدولي، مطار رينهواي ماوتاي |

### الشحن
| شركـات طيـران           | الوجهات                                   |
| ----------------------- | ----------------------------------------- |
| طيران الصين للشحن الجوي | مطار فرانكفورت، مطار شانغهاي بودنغ الدولي |
| خطوط كل اليابان الجوية  | مطار كانساي الدولي، مطار ناريتا الدولي    |
| الإمارات للشحن الجوي    | مطار آل مكتوم الدولي                      |